# エピフォン・カジノ
エピフォン・カジノ (Epiphone Casino) とは、1961年にエピフォン社がギブソン社に買収された後に、ギブソン社がエピフォン・ブランドとして発売した、アーチトップタイプのエレクトリックギターである。ピックアップを2個搭載した最も一般的なモデルの型番はE-230TD。

## 特徴

### 構造的特徴
ボディデザインはギブソン・ES-330をベースに作られている。セミアコースティックギター同様のハーフデプスボディ（薄い胴）でありながら内部構造はセンターブロックが無く、フルアコースティックギター（フルアコ）の機構を持つ。この構造から、一般的なセミアコよりややスペイシーでふくよかな音質を持つ。
ピックアップはボディトップに長方形の穴を開け、通常2基のP-90（ドッグイヤー型）というシングルコイルピックアップを装備する（E-230TDの2つのピックアップの中間にあたる位置にP-90を1基しか装着していない、E-230Tというモデルもあり、野村義男がこの1ピックアップモデルを所有している）。ただし一般的なP-90ピックアップの外殻がプラスチック製であるのに対し、カジノに標準装備されているP-90ピックアップの外殻は金属製である。ボリュームとトーンコントロールノブは、フロントとリア用にそれぞれ1つずつ計4つ付いている。ピックアップセレクタースイッチはギブソンの他のギター同様、センターポジションにした際、どちらかのピックアップのボリュームを0にすると音がミュートされる構造になっている。

### サウンドの特徴
センター・ブロックがないため、通常のセミアコより太い音が出せ、リズムギター、リードギターの両方に用いることができる。また、ロックのみならず、ジャズでも活躍している。生音でも比較的よく鳴るが、故にアンプの近くで演奏するとフィードバックが起きやすい。この欠点を逆手にとった演奏方法（フィードバック奏法）もできたりと、様々な使い方ができる。ジョージ・ハリスンが、映画『レット・イット・ビー』で、リンゴ・スターに向けて「アイ・ミー・マイン」を生音で弾き語っている。

## 代表的なスペック

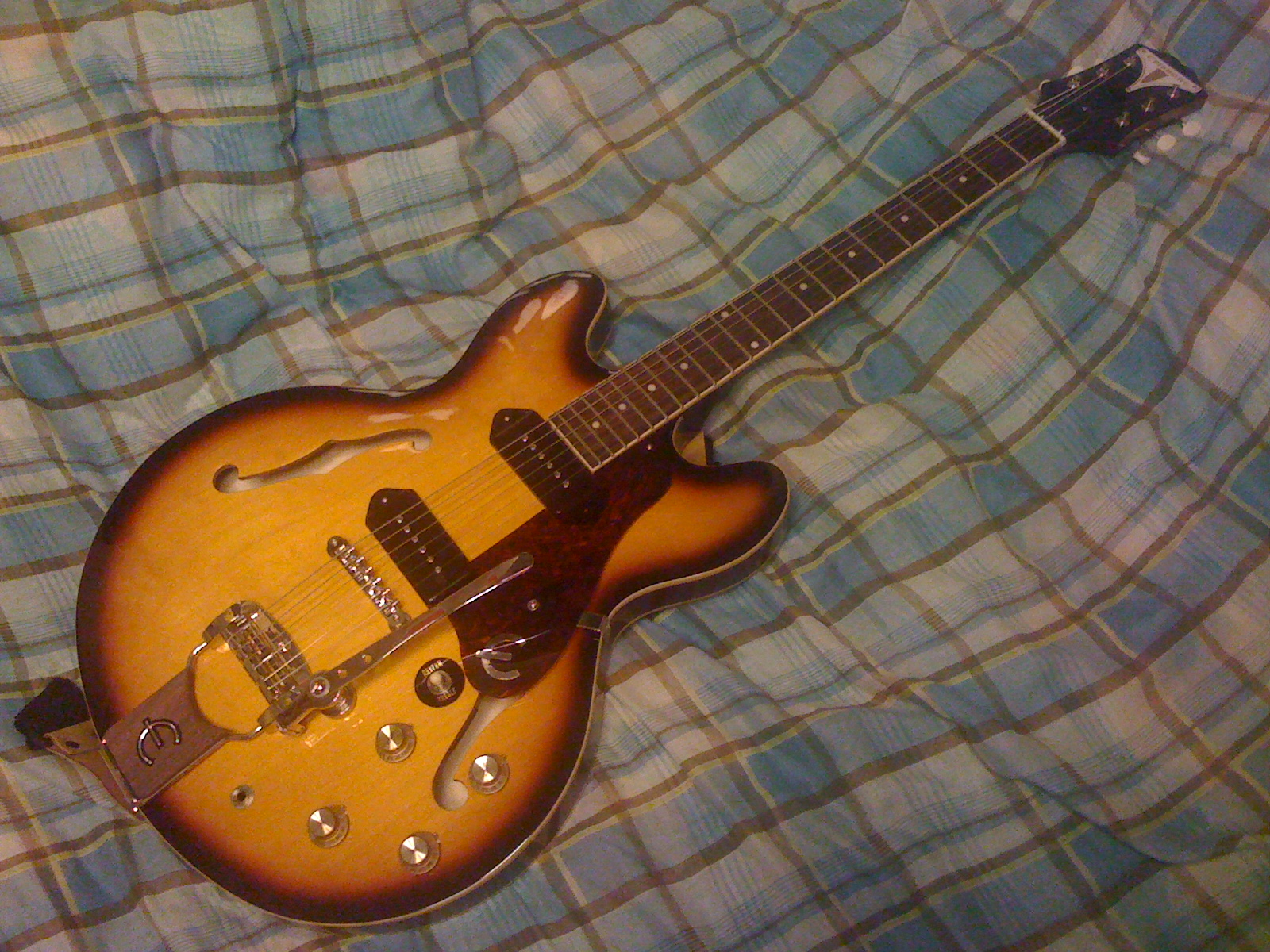
エピフォン・'61カジノ・50thアニヴァーサリー

- ボディ・トップ材：メイプル  -ハウリングを抑えるために5プライ構造をとる。
- ボディ・サイド材：メイプル
- ボディ・バック材：メイプル
- ネック材：マホガニー
- フィンガーボード材：ローズウッド
- ネック・ジョイント仕様：セット
- スケール：24.75"
- ブリッジ：Gibson ABR-1
- テールピース：トラピーズタイプ
- ピックアップ：P90×2
- コントロール：2Vol, 2Tone, 3Wayスイッチ
- カラー：サンバースト　他にチェリー（レッド）、ナチュラル、エボニー（ブラック）など。

## 近年の主なモデル
2011年現在日本で新品で購入できるのは、レギュラー･カジノとエリーティストカジノである。
山野からギブソンジャパンへの移行で日本製のエリーティストの供給は止まっていた。
レギュラー・カジノ (中国製)
2024年現在、一般的に販売されているモデル。ポリエステル塗装。サンバースト・カラーの色合いはオリジナルとは異なり、フェンダー社のような赤が入った3トーンになっている。2006年頃から出回ったギブソン社中国青島工場製製品のシェイプは当初著しく崩れていたが、2007年の入荷分から日本製に準じたシェイプに改善されている。サンバースト・カラーの色合いは、当初はホーンも黒く塗り潰された、ギブソン社の仕様に準じたものとなっていたが、これも2008年の入荷分からは日本製に準じた色合いに改められている。ピックアップは低コストのエピフォン製が付けられている。指板材もローズウッドではなく、安価なローレル材が使用されている。価格はジョン・レノンの人気・世間の注目度とともに変動する傾向がある。
世界1965本限定 ジョン・レノン・カジノ
ジョン・レノンが最初に購入した頃のレプリカの通称「'65」と、ビートルズ後期にそれの塗装を剥がしナチュラルカラーにした時期のレプリカ「レボリューション」の2種類が限定生産された。「レボリューション」の名はジョン・レノンによるビートルズ後期の曲「レボリューション」に因む。ラッカー塗装。アメリカ製名義だが、正確には日本製のボディ、ネックをアメリカのギブソン工場に送り、ギブソンのパーツでアッセンブリーしたもの。ヘッドの裏にレノンが所有するモデルと同じシリアルナンバーが打刻されている。（実際のシリアルナンバーはボディ内のラベルに記載）
ジョン・レノンモデル（70th Anniversary Commemorative John Lennon Casino）（日本製）
ジョン・レノン生誕70周年を記念して70本限定で作られたモデル。12フレットにジョン・レノンの誕生日（1940年10月9日）が刻印されている。オノ・ヨーコ直筆サイン入りの認定書やブラック・ノブ、本モデル購入者限定の特製ピックなどが付属品アイテムとして用意されている。
'62カジノ、'64カジノ (日本製)
ジョン・レノンを彷彿とさせる'65モデルに対して、それぞれポール・マッカートニーとジョージ・ハリスンの所有モデルをイメージしている。ヘッドにシリアルが入っていない。ラッカー塗装。上記モデルと同じ木部でピックアップも米ギブソン製。1960年代のエピフォン製を模したケースが付属する。東京のビートルズ専門楽器店Withオリジナルとしてギブソン・エピフォンの許諾のもと発売された。米国製の約半額と比較的安価であり、同価格帯の下記日本限定モデルより音が良いとされた。'64は'62より早く発売され、流通量も多い。山野楽器がこれをベースにしたジョージ・ハリスン追悼モデルを2002年に販売したことがある。
'65カジノ、レボリューション・カジノ (Revolution Casino) (日本製、モデル名は通称)
この2モデルはジョン・レノンカジノの廉価版として少数生産された限定モデル。「Japan Limited」のブランドを略したJLの2文字が型番に含まれ、これがJohn Lennonの頭文字とかけられている。ラッカー塗装。上記モデルと同じ木部であるがピックアップは米ギブソン製ではない（レギュラーとも異なる）。ヘッドにレノン所有モデルのシリアルが入っている。
エリーティスト・'65カジノ (Elitist '65 Casino)
主に1965年仕様を取り入れた復刻版。当初日本以外の国々で発売されていたが、後にエリートを統合する形で日本でも発売される。シェイプはボディのくびれが'65カジノなどより大きく、ジョージ・ハリスン所有のモデルに近い。ポリエステル塗装と、グローヴァー社製のシルヴァー・ロトマチック・ペグを装着している点が、オリジナルと異なる。
エリート・'65カジノ (Elite '65 Casino)
主に1965年仕様を取り入れた復刻版。日本国内限定発売で、エリーティスト以前に流通していた。ヘッドの角度などが忠実ではない。また、先述のエリーティストと同じくグローヴァー社製のシルヴァー・ロトマチック・ペグを装着している。
リミテッド・カジノ・ウィズ・ビグスビー (Limited CASINO w/Bigsby) (韓国製・中国製)
ピックアップ：Epiphone Alnico V P-90 x2
ジョージ・ハリスン所有のカジノと同じタイプのビグスビー・トレモロアーム仕様だが、装着されたビグスビー・トレモロアームは1990年代より韓国でライセンス生産された、デザインがオリジナルとは異なるアルミ製の物であった。通常のビグスビーではブランド名が入る位置にEマークが入れられていた。ビグスビー・トレモロアーム以外は現行の韓国製レギュラー・カジノと同一仕様であった。2006年の世界限定発売。
2009年には現行の中国製レギュラー・カジノに、リニューアルされたデザインの中国製ビグスビー・トレモロアームを装着したモデルが発売された。
'61カジノ・50thアニヴァーサリー ('61 Casino 50th Anniversary) (中国製)
ピックアップ：Gibson USA Alnico P-90 (black plastic cover) x2
2011年に発売されたエピフォン・カジノ誕生50周年記念モデル。世界1961本の限定生産。16フレット・ジョイント、ドット・ポジション、マークのないトラスロッド・カヴァー、トータス・シェル(べっ甲)・ピックガード、ファット・ヘッド、プレート式のエピフォン・ロゴ、ホワイト・ボタンのクルーソン・ペグなど、発売初年度である1961年当時のカジノの仕様が可能な限り忠実に再現されている。P-90PUは米ギブソン社製の黒いプラスチック・カヴァーのものが装備されている。ボディ形状は現行レギュラーと同一のため、オリジナルよりホーンが尖っている。トラスロッド・カヴァーは現行レギュラーの仕様に従い3点止め(オリジナルはギブソンと同じく2点止め)。ポリエステル塗装。カラーはヴィンテージ・サンバーストとロイヤル・タン(エピフォンのオリジナルカラーで、ギブソンのハニーバーストに相当)。ヴィンテージ・サンバーストのみ、オプションで改良型エピフォン・トレモトーンが装着されたモデルが存在する。このトレモトーンは2010年に限定発売されたエピフォン・ウィルシャー・トレモトーンより採用されたもので、1961年に発売開始されたオリジナルと異なり、ビグスビー・トレモロ同様にアーム基部にコイルスプリングが追加され、チューニングの安定性を高める改良が加えられている。
エピフォン・カジノ・クーペ (中国製)
2014年ごろから市販されているモデルで、スケールは通常のものと同じ24.75インチだが、通常のカジノより一回りボディが小さく、ネックジョイントも通常のカジノが16フレットであるのに対して、こちらのモデルは19フレットでのジョイントになっている。その為、高音フレットが弾きやすくなっている。基本的にはジョン・レノンモデルをネックスケールをそのままにボディを一回り小さくしたものと考えてよい。
エピフォン・ カジノ Worn
2022年頃から販売。 塗装はつや消しWorn仕上げ（マット仕上げ）。ピックアップはP90pro。
ブラックとブルーとオリーブがある。
いわゆるお手頃モデル。
通常仕上げの定番のNaturalも併売されているが、そちらはエピフォン150周年モデルとなってて2万ほど高い。

## 使用ミュージシャン
- ジョン・レノン
- ポール・マッカートニー
- ジョージ・ハリスン
- ノエル・ギャラガー
- デイヴ・デイヴィス
- キース・リチャーズ
- ジ・エッジ
- ポール・ウェラー
- 寺尾聰
- 泉谷しげる
- 渡辺香津美

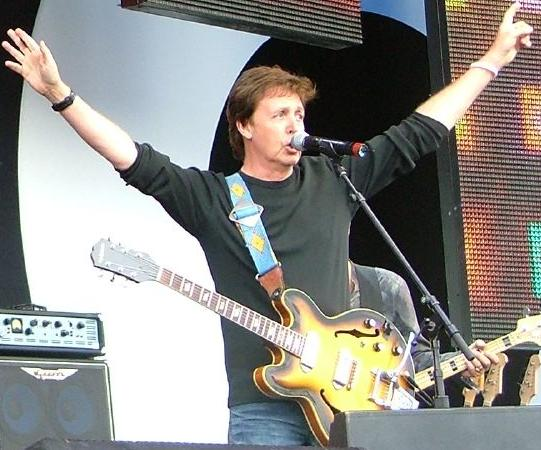
ポール・マッカートニーとカジノ（LIVE 8にて）

- 破矢ジンタ - 後に日本人ミュージシャンとしては初のシグネイチャーモデル、ES-930Jが発売される
- TAKURO（GLAY）
- 桜井和寿（Mr.Children）ES-330を使用
- 田原健一（Mr.Children）
- 桑田佳祐（サザンオールスターズ）
- トータス松本（ウルフルズ）
- 吉井和哉
- 奥田民生
- 田中和将
- 藤巻亮太（レミオロメン）
- 斉藤和義
- 松本素生
- 加橋かつみ
- 曽我部恵一（サニーデイ・サービス）
- ビートりょう（THE BOHEMIANS）
- 北川悠仁（ゆず）
- 中島卓偉
- 高田漣
- 祐太朗
- ゲイリー・クラーク・Jr.
- 染谷大陽（Lamp）
- カネコアヤノ
- 草野マサムネ（スピッツ）
- SUGIZO (LUNA SEA)